# Civiltà perduta
Civiltà perduta (The Lost City of Z) è un film del 2016 scritto e diretto da James Gray.
Basato sul libro Z la città perduta di David Grann, il film ripercorre la storia vera dell'esploratore britannico Percy Fawcett, intento nella ricerca di un'antica città perduta in Amazzonia, fino a scomparire nel 1925 assieme al figlio. Fawcett è interpretato da Charlie Hunnam, fanno parte del cast anche Robert Pattinson, Sienna Miller, Tom Holland e Angus Macfadyen.

## Trama
In Irlanda, nel 1905, Percy Fawcett è un giovane ufficiale britannico che partecipa a una caccia al cervo in una tenuta baronale, in preparazione alla visita dell'arciduca Francesco Ferdinando d'Austria. Abile cavaliere e tiratore scelto, non è ancora riuscito ad ottenere nessuna medaglia od onorificenza, e per questo viene snobbato alla festa dopo la caccia. Un anno dopo, Fawcett viene inviato a Londra per incontrare i funzionari della Royal Geographical Society. I governi di Bolivia e Brasile sono sull'orlo della guerra per via della posizione del loro confine, e hanno chiesto al governo britannico di fare da arbitro. Fawcett si propone di condurre le indagini necessarie, in modo da ripristinare il buon nome della sua famiglia.
Sulla nave per il Brasile, Fawcett incontra il caporale Henry Costin, esperto della foresta pluviale amazzonica, e successivamente, in una grande piantagione di gomma nella giungla di proprietà del nobile portoghese Baron de Gondoris, i due incontrano il caporale Arthur Manley, il quale afferma che il governo britannico sconsiglia ulteriori esplorazioni. Fawcett, con diverse guide e lo scout amazzonico Tadjui, completa la missione. Tadjui racconta a Fawcett alcune storie su una città nella giungla, ricoperta d'oro e densamente popolata. Fawcett è restio a credergli, ma scopre nel mezzo della giungla dei pezzi di ceramica e delle piccole statue prodotte con tecniche molto avanzate, che lo convincono che la storia di Tadjui sia vera.
Fawcett viene acclamato al suo ritorno in patria, dove sua moglie, Nina, ha dato alla luce il loro secondo figlio. Nella biblioteca del Trinity College, Nina scopre il testo di un conquistador spagnolo risalente al '700, che racconta di una città nella giungla amazzonica. Fawcett incontra il famoso biologo James Murray, che accetta di sostenere una spedizione in Amazzonia per trovare quella che Fawcett chiama "la città perduta di Z". Fawcett tenta di convincere i membri della Royal Geographical Society a sostenere la spedizione, ma viene ridicolizzato pubblicamente. Tuttavia, la Società accetta di sostenere la spedizione per favorire ulteriori esplorazioni del bacino amazzonico.
Murray non è abituato ai rigori della giungla profonda e rallenta notevolmente la spedizione. A un certo punto il gruppo viene attaccato dagli indigeni mentre viaggia lungo un fiume, ma Fawcett riesce a far pace con questi. Murray subisce una grave lesione al ginocchio che in breve si infetta, e inizia a impazzire e ad attaccare Fawcett, accusandolo di arroganza e arrivismo. Fawcett lo manda via con una guida locale e l'ultimo cavallo del gruppo. Ma ben presto la squadra di Fawcett è costretta ad abbandonare la spedizione dopo aver scoperto che Murray ha versato della paraffina sulle scorte rimanenti.
Di ritorno a Londra, Fawcett, Costin e Manley partecipano a una seduta della Royal Geographical Society dove scoprono con gran sorpresa che Murray è sopravvissuto. Egli accusa Fawcett di fronte agli amministratori della RGS di averlo abbandonato nella giungla e pretende le sue scuse, ma Fawcett sceglie di dimettersi dalla Società piuttosto che scusarsi. Scoppia la prima guerra mondiale in Europa e Fawcett si reca in Francia a combattere. Nella battaglia della Somme, Manley muore in trincea e Fawcett viene temporaneamente accecato durante un attacco con gas di cloro. Jack, il figlio maggiore di Fawcett che lo aveva a lungo accusato di aver abbandonato la famiglia in favore delle spedizioni, si riconcilia con il padre in ospedale.
Nel 1923, l'interesse nordamericano nell'esplorazione dell'Amazzonia ha raggiunto un livello febbrile, principalmente a causa delle storie di Fawcett sulla città perduta. John D. Rockefeller Jr. e un consorzio di giornali degli Stati Uniti finanziano una nuova spedizione per Fawcett. La RGS co-finanzia la spedizione all'ultimo momento per una questione di orgoglio britannico. Fawcett mostra una bussola a Sir John Scott Keltie, membro eminente della RGS, informandolo che se la città perduta di Z dovesse essere trovata, la bussola verrà rispedita in Gran Bretagna. Fawcett invita Costin a unirsi al viaggio, ma questi rifiuta. Così Percy e Jack partono da soli questa volta, viaggiando il più leggeri possibile, per un massimo di tre anni per trovare Z.
Alla fine del loro viaggio, vengono attaccati da un gruppo di nativi e fuggono, solo per finire in un'imboscata di un secondo gruppo di indigeni. Questa seconda tribù dà ai Fawcett un'udienza imparziale e rimane perplessa osservando i due, affermando che i loro spiriti non appartengono interamente al loro mondo, ma nemmeno all'Amazzonia. Dichiarano che gli spiriti dei Fawcett "devono appartenere" a un altro luogo, e li aiuteranno a trovarlo. Quindi Percy e Jack vengono sottoposti a una cerimonia e drogati con particolari sostanze, e verranno portati dagli indigeni nel cuore della foresta, facendo perdere definitivamente le loro tracce.
Anni dopo, Nina Fawcett incontra Sir John Scott Keltie, ora a capo della RGS, sostenendo di aver sentito da alcuni esploratori che Percy e Jack sono vivi e vivono con le tribù di indigeni. La RGS, dopo aver inviato più di cento uomini alla ricerca dei Fawcett, rifiuta di inviare un'altra spedizione. Keltie consiglia a Nina di accettare la morte del marito e del figlio, ma la donna invece gli mostra un pacchetto che contiene la bussola che Fawcett aveva promesso di rispedire se avesse trovato la città perduta di Z.

## Produzione

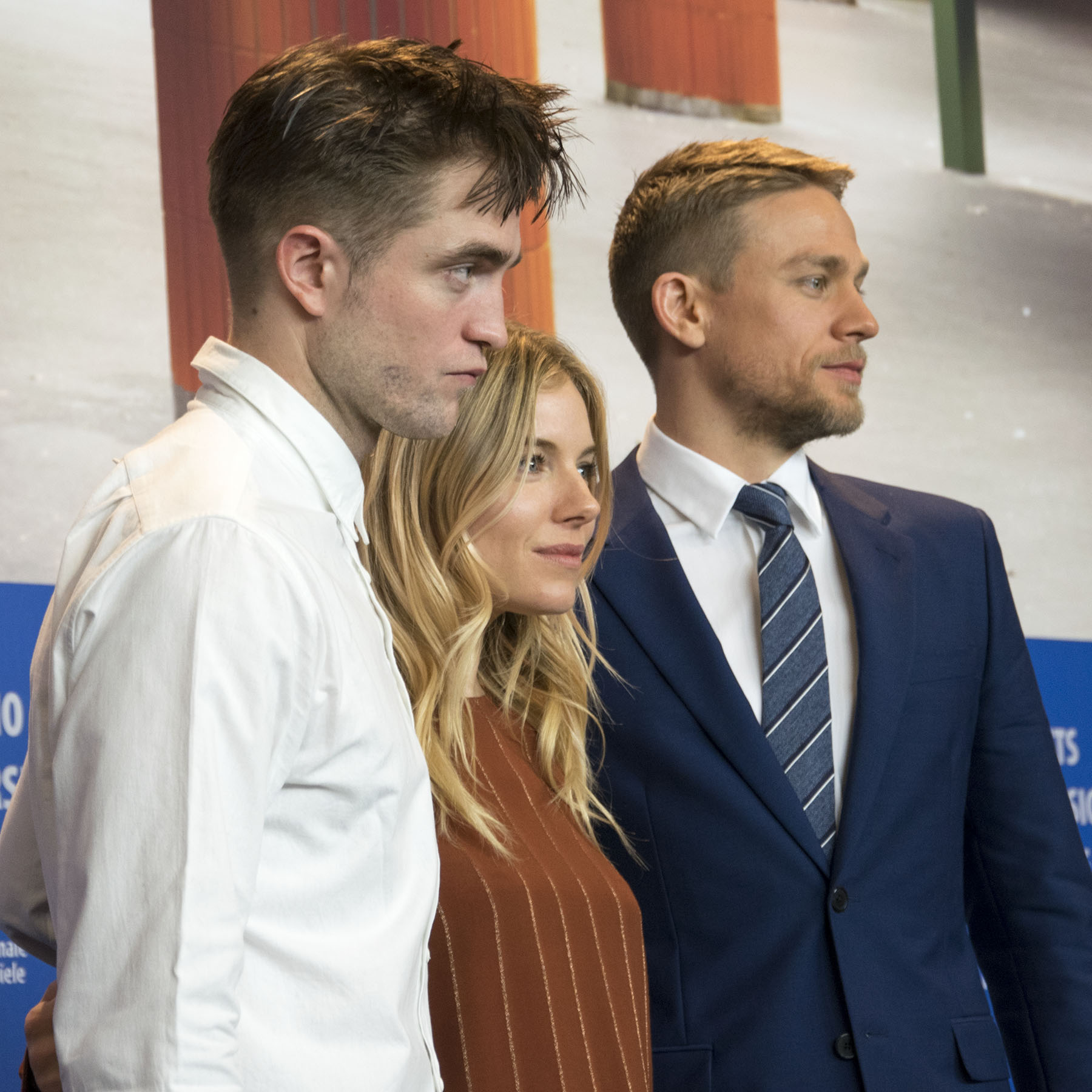
Pattinson, Miller e Hunnam alla Berlinale 2017

Inizialmente era stato scelto come protagonista del film Brad Pitt, ruolo che ha in seguito rifiutato. Pitt è rimasto in veste di produttore con la sua Plan B Entertainment. Dopo il rifiuto di Pitt, il ruolo di protagonista è stato affidato a Benedict Cumberbatch, che ha dovuto abbandonare la produzione pochi giorni prima dell'inizio delle riprese a causa di conflitti di lavoro.

## Distribuzione
Il 15 ottobre 2016, il film ha chiuso la 54ª edizione del New York Film Festival. È stato presentato fuori concorso al Festival di Berlino 2017. È stato distribuito nelle sale cinematografiche italiane il 22 giugno 2017.

## Accoglienza

### Incassi
Ha avuto un basso riconoscimento al botteghino. Costato 30 milioni di dollari, il film ha incassato solamente 19 milioni nel mondo, di cui 8,6 milioni negli Stati Uniti.

### Critica
Il film è stato accolto molto positivamente dalla critica; la rivista Time lo ha classificato tra i 10 migliori film del 2017.
Il sito aggregatore di recensioni Rotten Tomatoes riporta che l'86% delle 229 recensioni professionali ha dato un giudizio positivo sul film, con un voto medio di 7,33 su 10. Su Metacritic il film detiene un punteggio del 78 su 100, basato sul parere di 44 critici.